# Équipe de Saint-Marin espoirs de football
Maillots
L'équipe de Saint-Marin espoirs de football représente les joueurs âgés de moins de 21 ans de Saint-Marin au Championnat d'Europe espoirs. Elle est contrôlée et gérée par la Fédération de Saint-Marin de football.

## Histoire
L'équipe de Saint-Marin espoirs participe pour la première fois à une compétition internationale lors des qualifications pour le Championnat d'Europe espoirs 1990. Ils ont depuis manqués deux fois la qualification pour des compétitions (2000 et 2002).
Avant les qualifications pour l'Euro espoirs 2015, ils n'avaient remportés que deux rencontres, par forfait. Le premier, le 5 septembre 2003 a eu lieu à la suite d'un match contre la Suède, initialement remporté 6-0 par les scandinaves. La victoire a été donnée aux saint-marinais car un joueur suédois ayant participé à la rencontre était suspendu. Le second match était une rencontre contre l'Arménie, disputé lors du tour préliminaire des qualifications pour l'Euro espoirs 2007. Au terme des 90 minutes, le score penchait en faveur des visiteurs (1-2), mais les locaux l'ont finalement emporté 3-0, sur tapis vert.
En juin 2012, l'équipe de Saint-Marin arrive à accrocher un match nul et vierge face aux Grecs, 0-0. Le 6 septembre 2013, Saint-Marin obtient sa première victoire « sur le terrain », lors de la réception au Stadio Olimpico des Gallois. C'est la première victoire d'une équipe nationale saint-marinaise depuis 2002, et une victoire de l'équipe U17, en Andorre.

## Historique des qualifications pour l'Euro
| Année         | Éliminatoires Euro -21 | Éliminatoires Euro -21 | Éliminatoires Euro -21 | Éliminatoires Euro -21 | Éliminatoires Euro -21 | Éliminatoires Euro -21 | Éliminatoires Euro -21 |
| Année         | Matchs joués           | Matchs gagnés          | Matchs nuls            | Matchs perdus          | Buts marqués           | Buts encaissés         | Différence de buts     |
| ------------- | ---------------------- | ---------------------- | ---------------------- | ---------------------- | ---------------------- | ---------------------- | ---------------------- |
| 1990          | 4                      | 0                      | 0                      | 4                      | 0                      | 12                     | -12                    |
| 1992          | 6                      | 0                      | 0                      | 6                      | 0                      | 21                     | -21                    |
| 1994          | 10                     | 0                      | 0                      | 10                     | 3                      | 40                     | -37                    |
| 1996          | 8                      | 0                      | 0                      | 8                      | 1                      | 29                     | -28                    |
| 1998          | 8                      | 0                      | 0                      | 8                      | 2                      | 35                     | -33                    |
| 2004          | 8                      | 1                      | 0                      | 7                      | 8                      | 27                     | -21                    |
| 2006          | 10                     | 0                      | 0                      | 10                     | 4                      | 60                     | -56                    |
| 2007          | 2                      | 1                      | 0                      | 1                      | 3                      | 4                      | -1                     |
| 2009          | 8                      | 0                      | 0                      | 8                      | 0                      | 12                     | -12                    |
| 2011          | 4                      | 0                      | 0                      | 4                      | 1                      | 31                     | -30                    |
| 2013          | 10                     | 0                      | 1                      | 9                      | 2                      | 34                     | -32                    |
| 2015 En cours | 9                      | 1                      | 1                      | 7                      | 2                      | 25                     | -23                    |
| Total         | 91                     | 3                      | 2                      | 86                     | 26                     | 371                    | -345                   |